# Fischereisvögel
Die Fischereisvögel oder Wasser-Eisvögel (Cerylinae) sind eine von drei Unterfamilien der Eisvögel; alle neun amerikanischen Eisvogel-Arten gehören zu dieser Unterfamilie.

## Verbreitung
Die vier großen „Hauben-Eisvögel“ (Megaceryle) sind weit über Afrika, Asien und Amerika verbreitet. Der Gürtelfischer (M. alcyon) ist die einzige weit über Nordamerika verbreitete Art, obwohl auch der Rotbrustfischer (M. torquata) nördlich bis Texas und Arizona vorkommt. Der Graufischer (Ceryle rudis), die einzige Art der Gattung Ceryle, ist weit über die warmen Regionen der Alten Welt verbreitet und erreicht im Norden die Türkei und China. Die Grünfischer (Chloroceryle) kommen im tropischen Amerika vor, eine Art auch bis Südtexas.

## Evolution
Alle Arten sind spezialisierte Fisch-Fresser. Da viele Vertreter der anderen Unterfamilien gleichfalls Fisch fressen, ist es wahrscheinlich, dass alle Fischereisvögel von jenen fischfressenden Arten abstammen, indem neue Populationen in der Neuen Welt begründet wurden. Früher wurde angenommen, dass sich die gesamte Gruppe in Amerika entfaltete, doch scheint das nicht der Fall zu sein. Die ursprüngliche Stammart entwickelte sich möglicherweise in Afrika – auf jeden Fall in der Alten Welt. Die Arten der Gattung Chloroceryle sind die evolutiv jüngsten.
Vor nicht länger als 5 Mio. Jahren – möglicherweise vor nicht einmal 2,9 Mio. Jahren – wurde ein „Altwelt-Riesenfischer“ zur Stammart von Gürtelfischer und Rotbrustfischer; später wurde eine andere, mit dem Graufischer verwandte Art zur Stammart der Chloroceryle-Arten, nachdem Amerika kolonisiert wurde. Während der Evolutionsgeschichte der Fischereisvögel – unter Beachtung ihrer als sicher angenommenen Verwandtschaft untereinander – ist nicht vollständig geklärt, ob sie von den Eigentlichen Eisvögeln oder den Liesten („Baum-Eisvögeln“) abstammen, und ob sie den Atlantik oder den Pazifik überquerten (obwohl ersteres wahrscheinlicher ist).

## Systematik
Es werden neun Arten in drei Gattungen unterschieden:
- Gattung Megaceryle – 4 Arten
  - Riesenfischer (Megaceryle maxima)
  - Trauerfischer (Megaceryle lugubris)
  - Gürtelfischer (Megaceryle alcyon)
  - Rotbrustfischer (Megaceryle torquata)
- Gattung Ceryle – 1 Art
  - Graufischer (Ceryle rudis)
- Gattung Chloroceryle (Grünfischer) – 4 Arten
  - Amazonasfischer (Chloroceryle amazona)
  - Grünfischer (Chloroceryle americana)
  - Zweifarbenfischer (Chloroceryle inda)
  - Erzfischer (Chloroceryle aenea)